# Rostblodbi
Rostblodbi (Sphecodes ferruginatus) är en biart som beskrevs av Hagens 1882. Den ingår i släktet blodbin och familjen vägbin. Inga underarter finns listade i Catalogue of Life.

## Beskrivning
Som de flesta blodbin har arten mörkt huvud och mellankropp. Benen är vanligtvis svarta. Tergit 1 till 3 är röda, den tredje tergiten dock ofta med svarta kanter. Resten av bakkroppen är svart. Beträffande den röda delen av bakkroppen kan färgmönstret ibland avvika något hos hanen. Kroppslängden är 6 till 9 mm hos honan, 6 till 8 mm hos hanen.

## Ekologi
Habitatet omfattar ängar, skogsbryn, -gläntor och -planteringar, utkanterna av hedar och gles lövskog, gärna på kalkstensgrund. Flygtiden sträcker sig från vår till sensommar; hanarna kommer dock inte fram förrän sent i juni. Arten besöker blommande växter som flockblommiga växter (till exempel vildmorot, fänkålsläktet, martornar), rosväxter (fingerörter, plommonsläktet och hagtornssläktet), törelväxter (törelsläktet), korsblommiga växter (vejdar), ärtväxter (esparsetter), videväxter (viden), samt grobladsväxter (veronikasläktet). Hanarna kan även flyga till korgblommiga växter (Tussilago).

### Fortplantning
Likt alla blodbin är honan boparasit; hon bygger inga egna bon, utan lägger sina ägg i bon av smalbin. Vilka värdarterna är, råder det delade uppfattningar om. Internationella naturvårdsunionen (IUCN) hävdar att brunsmalbi är den enda bevisade värdarten, men att Lasioglossum laticeps och lersmalbi också nämnts som värdarter. Andra auktoriteter menar att även svartsmalbi och skogssmalbi tjänar som värdart. I samband med äggläggningen dödar honan värdägget eller -larven, så hennes avkomma ostört kan leva på det insamlade matförrådet.

## Utbredning
Utbredningsområdet omfattar Europa från Brittiska öarna österut till Finland, Baltikum och Balkan (inklusive Grekland, och söderut till Iberiska halvön. Österut når arten till Turkiet och Kazakstan.
I Sverige finns arten över större delen av Götaland (med undantag av Skåne), Svealand samt i Norrland öster om fjällkedjan upp till i höjd med Luleå.
I Finland har arten främst observerats i de södra och sydöstra delarna av landet (inklusive Åland), i öster i höjd med Norra Karelen.

## Status
Både globalt, i Sverige och Finland är rostblodbiet klassificerat som livskraftigt (LC).